# Союз свободы, истины и мира
Союз свободы, истины и мира — первая христианская евангельская политическая партия в России. Создана в октябре 1905 года лидерами меннонитов, евангельских христиан и левого крыла баптистов. Просуществовала менее одного года.

## Историческая ситуация
В 1905 году в условиях нарастающей «смуты» (то есть русской революции 1905—1907 годов) российский император Николай II подписал несколько документов, расширяющих гражданские свободы для населения. В том числе 17 апреля Николаем был подписан указ «Об укреплении начал веротерпимости», на несколько лет остановивший широкомасштабные государственные преследования «сектантов» и давший им возможность частично легализоваться.
Несмотря на гонения российские протестанты в предшествующие десятилетия быстро наращивали свою численность и укреплялись организационно. Известный советско-российский религиовед Л. Н. Митрохин, характеризуя евангельское движение того времени, писал: «с начала XX века правомерно говорить об истории не отдельных общин и групп, а единой и постоянно растущей церкви, оказавшейся в самой гуще социальных конфликтов и испытывающей желание (кстати сказать, канонически вовсе необязательное) попробовать свои силы на политическом поприще».
Между тем, спустя ровно полгода после подписания Указа «Об укреплении начал веротерпимости», 17 октября 1905 года Николай II издал Манифест об усовершенствовании государственного порядка. Этот документ разделял ранее единоличное право императора законодательствовать между ним и Государственной Думой. Также Октябрьский Манифест провозглашал и предоставлял населению империи гражданские права и свободы, такие как: свобода совести, свобода слова, свобода собраний и свобода союзов.

Н. В. Одинцов

Именно в этот момент евангельские лидеры объявили о создании своей партии Союз свободы, истины и мира. «Суть стоящей перед ними проблемы очевидна: найти политически перспективный и вероучительно убедительный компромисс между необходимостью демонстрировать свою поддержку монархическому строю и верностью идеалу свободы и веротерпимости, как он закрепился в баптистской традиции», — отметил Митрохин.

## Политическая платформа
Инициативная группа по созданию партии собралась в Севастополе. В неё вошли: один из лидеров меннонитов Пётр Мартынович Фризен, один из лидеров баптистов Николай Васильевич Одинцов, лидер евангельских христиан Иван Степанович Проханов. Уже 21 октября (через 4 дня после выхода Манифеста) ими была принята «Политическая платформа „Союза свободы, истины и мира“ противников всякого насилия, сторонников постоянного прогресса — гражданского, экономического и духовно-нравственного».

И. С. Проханов

По оценке советских историков-религиоведов, «Политическая платформа» была близка к принятой несколькими днями ранее программе кадетов («конституционных демократов», выступавших за конституционную монархию).
Согласно «платформе», Союз выступал за:
- конституционную монархию (при наличии парламента)
- всеобщее избирательное право
- цельность и нераздельность государства при условии развития местного самоуправления в виде областных дум
- «твердое, неподкупное, человеколюбивое правительство»
- сильную государственную оборону при условии отказа от завоевательных войн
- реформа суда и карательных органов
- обязательное бесплатное образование для детей
- постепенную отмену государственного субсидирования религиозных организаций
- свободное соревнование в евангельской проповеди и «делах любви»
- свободу слова, совести, союзов и собраний
- предоставление крестьянам наделов земли, которые могли бы обеспечить им безбедное существование, а также «нормирование законом» крупного частного землевладения

## Организация и деятельность
Большинство членов Союза были жителями меннонитских колоний, расположенных в Крыму. Руководящим органом партии стало Центральное бюро, состоящее из 17 действительных и 1 почетного члена. В том числе в Центральное бюро входили Проханов и Одинцов. Главой Союза (членом-распорядителем) стал Фризен. Местоприбыванием Центрального бюро был избран Севастополь.
Первоначально предполагалось, что Союз примет участие в выборах Государственной Думы. Фризен, Проханов и Одинцов даже подготовили предвыборное воззвание: «Время это очень дорогое и не терпит отлагательства, поэтому создадим из себя одну неразрывную святую и большую семью, связанную свободой, правдою и миролюбием, но никак раздорами, грабежами, поджогами, разгромами и проч. беспорядками, к которым призывают нас анархисты и революционеры… Войдем же мы в добрый союз друг с другом»…
Однако позже они отказались от непосредственного участия в выборах в пользу представителей кадетской партии. В декабре 1905 года севастопольские кадеты и Союз даже обменялись почетными членами: Фризен стал почетным членом Севастопольского комитета кадетов, а глава местных кадетов Лескевич вошел почетным членом в Центральное бюро Союза.
Впрочем тесные отношения с кадетами сохранялись недолго. Уже в феврале 1906 года Фризен выступил с критикой в их адрес. Последнее упоминание о Союзе свободы, истины и мира датируется мартом 1906 года.

## Дальнейшее участие в политике
По мнению Митрохина, основным лейтмотивом «Политической платформы» была защита концепции конституционной монархии. Публикация этого документа, по его мнению, во многом «диктовалась конъюнктурными политическими соображениями — предложить „альтернативную“ программу революционному решению злободневных общественных проблем».
Неудивительно, что в феврале 1917 года, после свержения монархии, другой видный баптист, председатель Союза русских баптистов Дей Иванович Мазаев от имени баптистов направил председателю Госдумы телеграмму следующего содержания: «Радостно приветствуя падение старого пагубного для России правительства и совершившийся факт обновления дорогой родины с упованием возношу молитвы о укреплении под вашим руководством начал полной свободы столь долго бывшего порабощенным русского народа и прошу освободить моих сосланных братьев и открыть закрытые молитвенные дома». Впоследствии лидеры евангельских деноминаций неоднократно выступали с верноподданническими заявлениеми и в адрес советских руководителей.
В то же время не конъюнктурным, а принципиальным пунктом как в программе партии «Союз свободы, истины и мира», так и в дальнейшей политической позиции евангельских лидеров было отношение к насильственному преобразованию общества.
Как писал об этом в очерке «Правда о баптистах» В. Г. Павлов, «мы не верим в улучшение общественного строя путем насильственного переворота. Метод христианства в этом отношении не есть метод научных социалистов, которые имеют в виду взять в свои руки государственную власть, а потом реорганизовать общество путем прямого законодательства… Это метод революции восстановление насильственным путем прав мира… Наше отношение к рабочим классам должно решить Евангелие… Мы должны говорить людям, что новый век может наступить лишь через возрожденных людей, что только один Иисус есть праведный Правитель».
Что касается партстроительства, то до падения Советской власти, российские баптисты и меннониты больше подобных попыток не предпринимали. В свою очередь, лидер евангельских христиан И. С. Проханов в 1917 году создал христианско-демократическую партию «Воскресение», однако и она просуществовала недолго, не оставив в политике заметного следа.